# Llista d'asteroides/138001-138100
| Nom      | Designació provisional | Data de descobriment | Lloc de descobriment | Descobridor/s       |
| -------- | ---------------------- | -------------------- | -------------------- | ------------------- |
| 138001 - | 2000 CV82              | 4 de febrer de 2000  | Socorro              | LINEAR              |
| 138002 - | 2000 CN84              | 4 de febrer de 2000  | Socorro              | LINEAR              |
| 138003 - | 2000 CK85              | 4 de febrer de 2000  | Socorro              | LINEAR              |
| 138004 - | 2000 CW85              | 4 de febrer de 2000  | Socorro              | LINEAR              |
| 138005 - | 2000 CT87              | 4 de febrer de 2000  | Socorro              | LINEAR              |
| 138006 - | 2000 CV87              | 4 de febrer de 2000  | Socorro              | LINEAR              |
| 138007 - | 2000 CN88              | 4 de febrer de 2000  | Socorro              | LINEAR              |
| 138008 - | 2000 CT88              | 4 de febrer de 2000  | Socorro              | LINEAR              |
| 138009 - | 2000 CX99              | 10 de febrer de 2000 | Kitt Peak            | Spacewatch          |
| 138010 - | 2000 CG100             | 10 de febrer de 2000 | Kitt Peak            | Spacewatch          |
| 138011 - | 2000 CO100             | 10 de febrer de 2000 | Kitt Peak            | Spacewatch          |
| 138012 - | 2000 CC101             | 12 de febrer de 2000 | Kitt Peak            | Spacewatch          |
| 138013 - | 2000 CN101             | 8 de febrer de 2000  | Socorro              | LINEAR              |
| 138014 - | 2000 CN103             | 8 de febrer de 2000  | Socorro              | LINEAR              |
| 138015 - | 2000 CT109             | 5 de febrer de 2000  | Catalina             | CSS                 |
| 138016 - | 2000 CQ111             | 6 de febrer de 2000  | Kitt Peak            | M. W. Buie          |
| 138017 - | 2000 CG113             | 8 de febrer de 2000  | Kitt Peak            | Spacewatch          |
| 138018 - | 2000 CL113             | 10 de febrer de 2000 | Kitt Peak            | Spacewatch          |
| 138019 - | 2000 CG117             | 3 de febrer de 2000  | Socorro              | LINEAR              |
| 138020 - | 2000 CL118             | 11 de febrer de 2000 | Socorro              | LINEAR              |
| 138021 - | 2000 CG121             | 2 de febrer de 2000  | Socorro              | LINEAR              |
| 138022 - | 2000 CH121             | 2 de febrer de 2000  | Socorro              | LINEAR              |
| 138023 - | 2000 CL126             | 4 de febrer de 2000  | Socorro              | LINEAR              |
| 138024 - | 2000 CW131             | 3 de febrer de 2000  | Kitt Peak            | Spacewatch          |
| 138025 - | 2000 CB134             | 4 de febrer de 2000  | Kitt Peak            | Spacewatch          |
| 138026 - | 2000 DR                | Oizumi               | T. Kobayashi         |                     |
| 138027 - | 2000 DD1               | 23 de febrer de 2000 | Osservatorio Polino  | Osservatorio Polino |
| 138028 - | 2000 DY1               | 26 de febrer de 2000 | Kitt Peak            | Spacewatch          |
| 138029 - | 2000 DP2               | 27 de febrer de 2000 | Olathe               | Olathe              |
| 138030 - | 2000 DP4               | 28 de febrer de 2000 | Socorro              | LINEAR              |
| 138031 - | 2000 DK9               | 26 de febrer de 2000 | Kitt Peak            | Spacewatch          |
| 138032 - | 2000 DC11              | 26 de febrer de 2000 | Kitt Peak            | Spacewatch          |
| 138033 - | 2000 DQ11              | 27 de febrer de 2000 | Kitt Peak            | Spacewatch          |
| 138034 - | 2000 DQ16              | 29 de febrer de 2000 | Socorro              | LINEAR              |
| 138035 - | 2000 DE17              | 29 de febrer de 2000 | Socorro              | LINEAR              |
| 138036 - | 2000 DM17              | 29 de febrer de 2000 | Socorro              | LINEAR              |
| 138037 - | 2000 DG18              | 28 de febrer de 2000 | Socorro              | LINEAR              |
| 138038 - | 2000 DV18              | 29 de febrer de 2000 | Socorro              | LINEAR              |
| 138039 - | 2000 DN19              | 29 de febrer de 2000 | Socorro              | LINEAR              |
| 138040 - | 2000 DJ21              | 29 de febrer de 2000 | Socorro              | LINEAR              |
| 138041 - | 2000 DN21              | 29 de febrer de 2000 | Socorro              | LINEAR              |
| 138042 - | 2000 DW21              | 29 de febrer de 2000 | Socorro              | LINEAR              |
| 138043 - | 2000 DT23              | 29 de febrer de 2000 | Socorro              | LINEAR              |
| 138044 - | 2000 DW24              | 29 de febrer de 2000 | Socorro              | LINEAR              |
| 138045 - | 2000 DD27              | 29 de febrer de 2000 | Socorro              | LINEAR              |
| 138046 - | 2000 DQ27              | 29 de febrer de 2000 | Socorro              | LINEAR              |
| 138047 - | 2000 DS30              | 29 de febrer de 2000 | Socorro              | LINEAR              |
| 138048 - | 2000 DG32              | 29 de febrer de 2000 | Socorro              | LINEAR              |
| 138049 - | 2000 DO33              | 29 de febrer de 2000 | Socorro              | LINEAR              |
| 138050 - | 2000 DJ34              | 29 de febrer de 2000 | Socorro              | LINEAR              |
| 138051 - | 2000 DM34              | 29 de febrer de 2000 | Socorro              | LINEAR              |
| 138052 - | 2000 DB36              | 29 de febrer de 2000 | Socorro              | LINEAR              |
| 138053 - | 2000 DL37              | 29 de febrer de 2000 | Socorro              | LINEAR              |
| 138054 - | 2000 DC38              | 29 de febrer de 2000 | Socorro              | LINEAR              |
| 138055 - | 2000 DM38              | 29 de febrer de 2000 | Socorro              | LINEAR              |
| 138056 - | 2000 DN38              | 29 de febrer de 2000 | Socorro              | LINEAR              |
| 138057 - | 2000 DQ38              | 29 de febrer de 2000 | Socorro              | LINEAR              |
| 138058 - | 2000 DX38              | 29 de febrer de 2000 | Socorro              | LINEAR              |
| 138059 - | 2000 DA39              | 29 de febrer de 2000 | Socorro              | LINEAR              |
| 138060 - | 2000 DC39              | 29 de febrer de 2000 | Socorro              | LINEAR              |
| 138061 - | 2000 DE39              | 29 de febrer de 2000 | Socorro              | LINEAR              |
| 138062 - | 2000 DB42              | 29 de febrer de 2000 | Socorro              | LINEAR              |
| 138063 - | 2000 DQ43              | 29 de febrer de 2000 | Socorro              | LINEAR              |
| 138064 - | 2000 DD45              | 29 de febrer de 2000 | Socorro              | LINEAR              |
| 138065 - | 2000 DB46              | 29 de febrer de 2000 | Socorro              | LINEAR              |
| 138066 - | 2000 DO47              | 29 de febrer de 2000 | Socorro              | LINEAR              |
| 138067 - | 2000 DX47              | 29 de febrer de 2000 | Socorro              | LINEAR              |
| 138068 - | 2000 DE51              | 29 de febrer de 2000 | Socorro              | LINEAR              |
| 138069 - | 2000 DY51              | 29 de febrer de 2000 | Socorro              | LINEAR              |
| 138070 - | 2000 DA53              | 29 de febrer de 2000 | Socorro              | LINEAR              |
| 138071 - | 2000 DH54              | 29 de febrer de 2000 | Socorro              | LINEAR              |
| 138072 - | 2000 DY54              | 29 de febrer de 2000 | Socorro              | LINEAR              |
| 138073 - | 2000 DJ56              | 29 de febrer de 2000 | Socorro              | LINEAR              |
| 138074 - | 2000 DD57              | 29 de febrer de 2000 | Socorro              | LINEAR              |
| 138075 - | 2000 DE57              | 29 de febrer de 2000 | Socorro              | LINEAR              |
| 138076 - | 2000 DQ57              | 29 de febrer de 2000 | Socorro              | LINEAR              |
| 138077 - | 2000 DV57              | 29 de febrer de 2000 | Socorro              | LINEAR              |
| 138078 - | 2000 DQ58              | 29 de febrer de 2000 | Socorro              | LINEAR              |
| 138079 - | 2000 DT58              | 29 de febrer de 2000 | Socorro              | LINEAR              |
| 138080 - | 2000 DA59              | 29 de febrer de 2000 | Socorro              | LINEAR              |
| 138081 - | 2000 DM60              | 29 de febrer de 2000 | Socorro              | LINEAR              |
| 138082 - | 2000 DO61              | 29 de febrer de 2000 | Socorro              | LINEAR              |
| 138083 - | 2000 DL62              | 29 de febrer de 2000 | Socorro              | LINEAR              |
| 138084 - | 2000 DY62              | 29 de febrer de 2000 | Socorro              | LINEAR              |
| 138085 - | 2000 DZ62              | 29 de febrer de 2000 | Socorro              | LINEAR              |
| 138086 - | 2000 DD64              | 29 de febrer de 2000 | Socorro              | LINEAR              |
| 138087 - | 2000 DQ64              | 29 de febrer de 2000 | Socorro              | LINEAR              |
| 138088 - | 2000 DE66              | 29 de febrer de 2000 | Socorro              | LINEAR              |
| 138089 - | 2000 DQ67              | 29 de febrer de 2000 | Socorro              | LINEAR              |
| 138090 - | 2000 DS68              | 29 de febrer de 2000 | Socorro              | LINEAR              |
| 138091 - | 2000 DC69              | 29 de febrer de 2000 | Socorro              | LINEAR              |
| 138092 - | 2000 DY69              | 29 de febrer de 2000 | Socorro              | LINEAR              |
| 138093 - | 2000 DF72              | 29 de febrer de 2000 | Socorro              | LINEAR              |
| 138094 - | 2000 DR72              | 29 de febrer de 2000 | Socorro              | LINEAR              |
| 138095 - | 2000 DK79              | 26 de febrer de 2000 | Socorro              | LINEAR              |
| 138096 - | 2000 DL80              | 28 de febrer de 2000 | Socorro              | LINEAR              |
| 138097 - | 2000 DZ80              | 28 de febrer de 2000 | Socorro              | LINEAR              |
| 138098 - | 2000 DK81              | 28 de febrer de 2000 | Socorro              | LINEAR              |
| 138099 - | 2000 DT83              | 28 de febrer de 2000 | Socorro              | LINEAR              |
| 138100 - | 2000 DU84              | 29 de febrer de 2000 | Socorro              | LINEAR              |